# Discovery Air
Making Ideas Fly (« Idées qui font mouche »)
Discovery Air (DA) est une compagnie aérienne spécialisée qui opère principalement au Canada. Elle a été fondée en 2004. Avec ses filiales, Discovery Air offre des services aéronautiques à des clients corporatifs privés et aux gouvernements fédéraux et provinciaux du Canada. Elle offre des services de transport avec des aéroplanes et des hélicoptères, mais aussi des services de gestion d'opération en milieu isolé incluant le transport nolisé de marchandises et de passagers dans l'ensemble du Canada, des évacuations sanitaires aériennes dans le Nord et des vols utilitaires pour l'exploration minière. Discovery Air offre également des services spécialisés aux gouvernements provinciaux en ce qui a trait à la détection et l'extinction de feux de forêt en plus d'offrir de l'entraînement aéroporté et des missions spéciales pour l'Armée canadienne, la Marine royale canadienne et l'Aviation royale du Canada. De plus, Discovery Air offre également des services de maintenance, de réparation et de révision à des clients aériens au travers de Discovery Air Technical Services basé à Québec.
Le siège social de la compagnie est à Yellowknife dans les Territoires du Nord-Ouest. La compagnie est cotée en bourse à la bourse de Toronto (TSX) sous le symbole DA.A. Les filiales de Discovery Air ont des bases dans l'ensemble du Canada.
En mai 2017 la société est reprise par Clairvest et le titre est retiré de cotation en bourse de Toronto.

## Annexe